# 滋賀県道522号田代上朝宮線
滋賀県道522号田代上朝宮線（しがけんどう522ごう たしろかみあさみやせん）は、滋賀県甲賀市を通る一般県道である。

## 概要
甲賀市信楽町畑から甲賀市信楽町上朝宮に至る。

### 路線データ
- 起点：甲賀市信楽町畑（滋賀県道12号栗東信楽線交点）
- 終点：甲賀市信楽町上朝宮（国道307号交点）
- 総延長：7.0 km

## 地理

### 通過する自治体
- 滋賀県
  - 甲賀市

### 交差する道路
| 交差する道路                                | 交差する場所 | 交差する場所 |
| ------------------------------------------- | ------------ | ------------ |
| 滋賀県道12号栗東信楽線                      | 信楽町畑     | 起点         |
| 国道307号 近江グリーンロード 国道422号 重複 | 信楽町上朝宮 | 終点         |

### 沿線
- 信楽カントリー倶楽部（田代コース、杉山コース）
- 滋賀カントリー倶楽部
- 仏禅寺岩谷観音
- 三所神社
- 朝宮郵便局